# Pyrrhomyias cinnamomeus
El birro chico (en Argentina) (Pyrrhomyias cinnamomeus), también denominado atrapamoscas canela o canelo (en Colombia), atrapamoscas acanelado (en Venezuela) o  mosquerito canela o canelo (en Perú y Ecuador), es una especie de ave paseriforme de la familia Tyrannidae, la única del género monotípico Pyrrhomyias. Es nativo de regiones andinas y montañosas adyacentes de América del Sur.

## Distribución y hábitat
Se distribuye desde las montañas del norte de Venezuela y de Colombia, hacia el sur a lo largo de la cordillera de los Andes de Colombia, Ecuador, Perú, Bolivia, hasta el noroeste de Argentina.
Esta especie, generalmente visible, es considerada común en sus hábitats naturales: los bordes arbustivos de selvas montanas y de estribaciones entre los 1200 y los 3000 m de altitud.

## Descripción
En promedio mide 12,7 cm de longitud y pesa 9,8 g. El dorso es de color canela oscuro rufo; corona parda acanelada, con matices ocultos dorados; alas y cola oscuras con franjas negras y canelas y cara inferior negruzca; pecho y vientre color canela claro. La subespecie P. c. pyrrhopterus presenta dorso oliváceo y cola marrón.

## Comportamiento
Permanece alerta en las ramas de algún árbol, a una altura de 3 a 15 m y de vez en cuando hace salidas a corta distancia. Es insectívoro.
Su llamado es un «ptii-i-i-i» o «pit-pit-it», a veces simplemente «pit», «chip» o «tsip». Su nido tiene forma de cuenco y es construido preferentemente en alguna grieta de las salientes de roca a alturas entre uno y cinco metros. La hembra pone dos huevos manchados de castaño rojizo.

## Sistemática

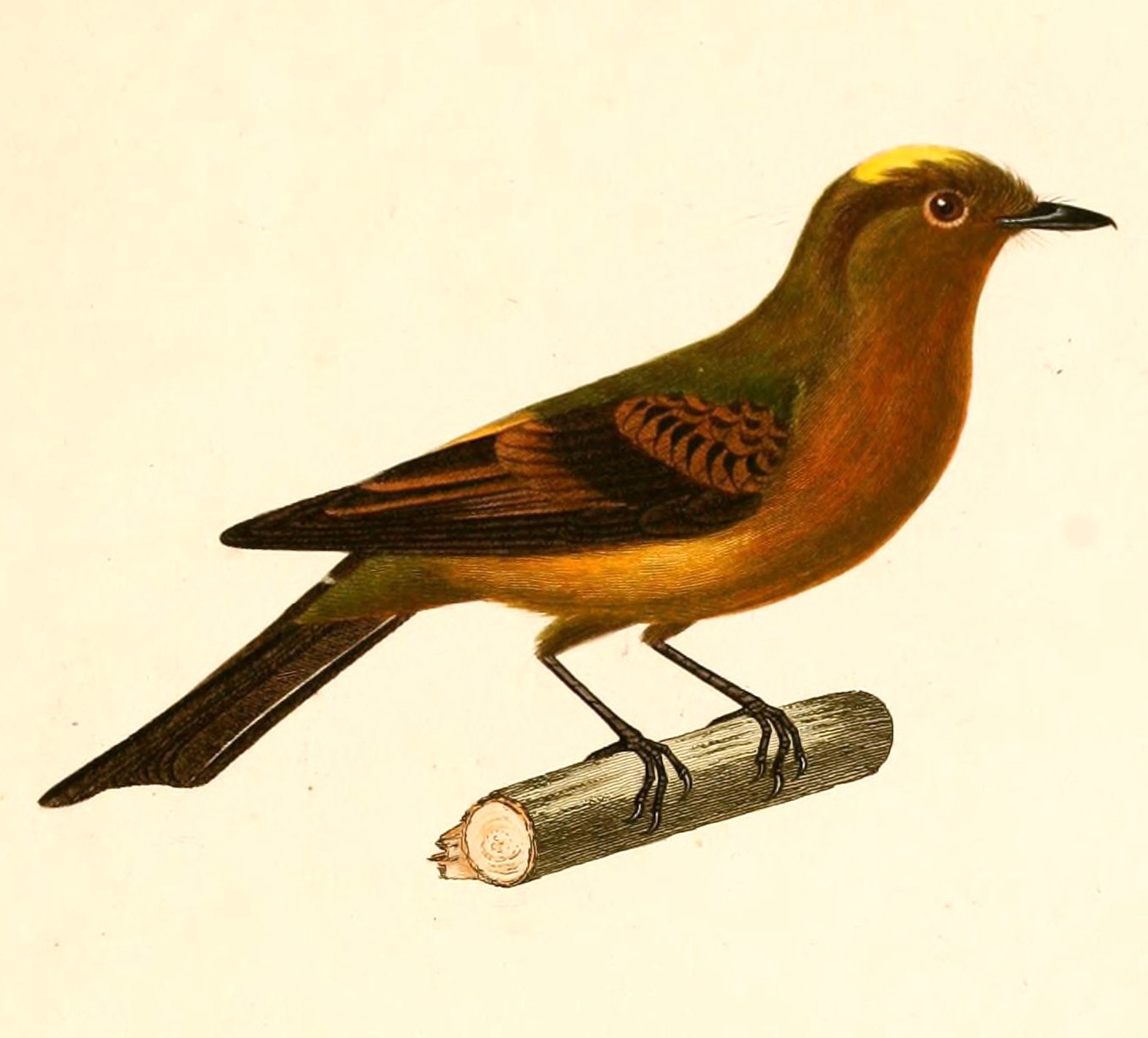
Muscipeta cinnamomea, ilustración en d'Orbigny Voyage dans l'Amérique Méridionale, 1847.

### Descripción original
La especie P. cinnamomeus fue descrita por primera vez por los naturalistas franceses Alcide d'Orbigny y Frédéric de Lafresnaye en 1837 bajo el nombre científico Muscipeta cinnamomea; la localidad tipo es: « Yungas, Bolivia».
El género Pyrrhomyias fue descrito por los naturalistas alemanes Jean Cabanis y Ferdinand Heine, Sr. en 1859.

### Etimología
El nombre genérico masculino «Pyrrhomyias» se compone de las palabras del griego «purrhos» que significa ‘de color de llama’, ‘rojo’, y «muia, muias» que significa ‘mosca’; y el nombre de la especie «cinnamomeus», en latín significa ‘de color canela’.

### Taxonomía
Los amplios estudios genético-moleculares realizados por Tello et al. (2009) descubrieron una cantidad de relaciones novedosas dentro de la familia Tyrannidae que todavía no están reflejadas en la mayoría de las clasificaciones. Siguiendo estos estudios, Ohlson et al. (2013) propusieron dividir Tyrannidae en cinco familias. Según el ordenamiento propuesto, Pyrrhomyias permanece en Tyrannidae, en una subfamilia Hirundineinae Tello, Moyle, Marchese & Cracraft, 2009 junto a Myiotriccus, Nephelomyias e Hirundinea.

### Subespecies
Las subespecies pueden ser divididas en tres grupos, el «grupo assimilis», de un único miembro, el más brillante y de color canela más extenso de todas, podría merecer estudios para elevar su rango a especie plena; el «grupo vieillotioides», cuyos tres miembros (incluyendo spadix y pariae) son lo suficientemente parecidos como para ser fundidos en un único taxón; y el «grupo cinnamomeus», cuyos dos miembros (incluyendo pyrrhopterus), difieren solo ligeramente (con base en el dorso verde oliva vs. rufo y la cola oliva negruzco vs. rufo o de bordes rufos), lo que tal vez refleje apenas variaciones clinales Norte-Sur a lo largo de los Andes. Los cantos del amanecer son desconocidos, pero los llamados de todos los taxones parecen similares.
Según las clasificaciones del Congreso Ornitológico Internacional (IOC) y Clements Checklist/e|Bird se reconocen seis subespecies, con su correspondiente distribución geográfica:
- Grupo monotípico assimilis:

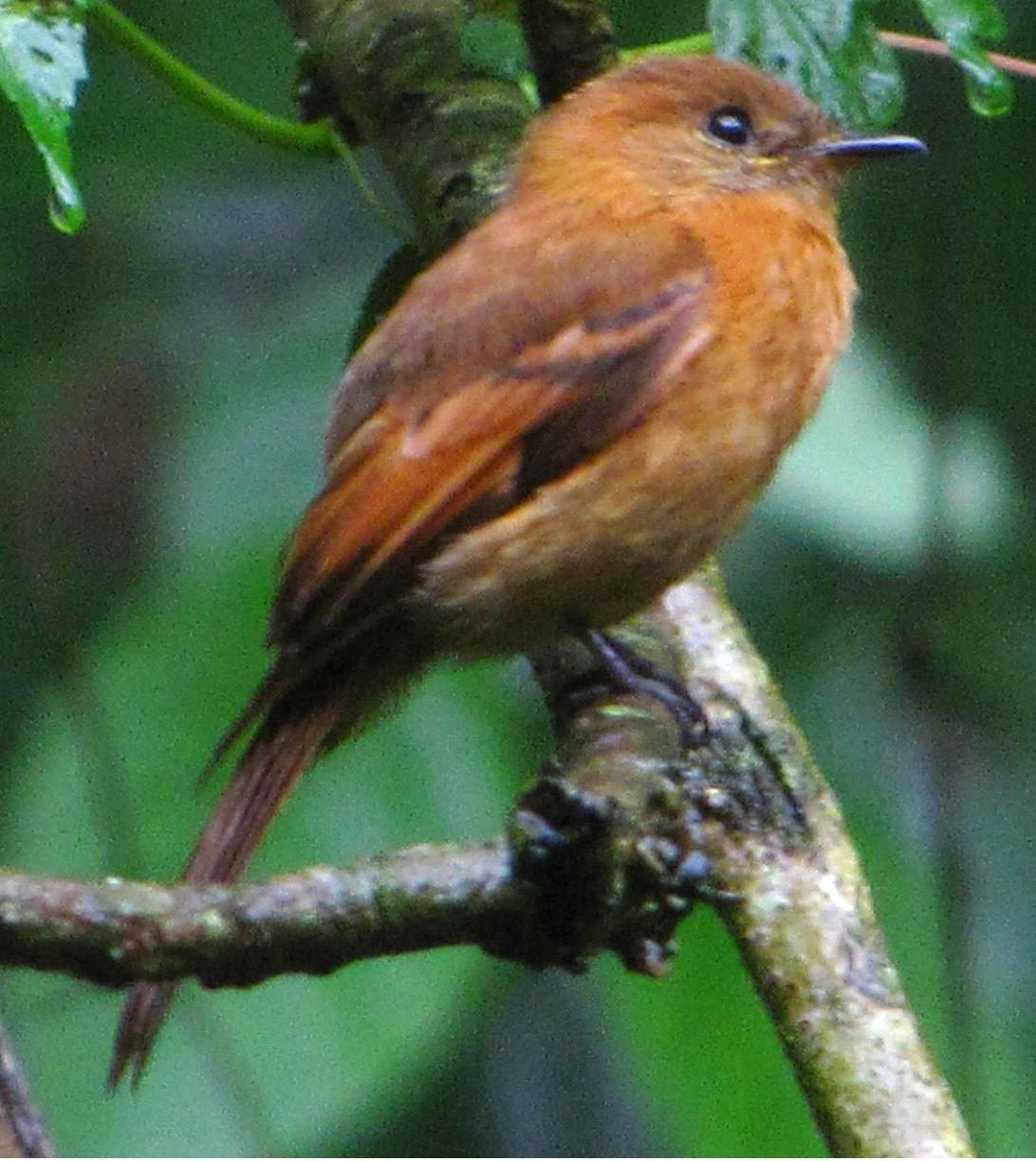
Pyrrhomyias cinnamomeus vieillotioides en Aragua, Venezuela.

  - Pyrrhomyias cinnamomeus assimilis (J. A. Allen, 1900) - norte de Colombia (Santa Marta).

- Grupo politípico vieillotioides: 
  - Pyrrhomyias cinnamomeus vieillotioides (Lafresnaye, 1848) - noroeste y norte de Venezuela (Andes desde el norte de Táchira hasta Lara; cordillera de la Costa desde Yaracuy y Carabobo hasta el este de Miranda).
  - Pyrrhomyias cinnamomeus spadix Wetmore, 1939 - montañas del centro norte y noreste de Venezuela ((noreste de Anzoátegui, oeste y centro de Sucre, norte de Monagas).
  - Pyrrhomyias cinnamomeus pariae Phelps, Sr & Phelps, Jr, 1949 - península de Paria (Cerro Humo, Cerro Azul), en el noreste de Venezuela.

- Grupo politípico cinnamomeus/pyrrhopterus:
  - Pyrrhomyias cinnamomeus pyrrhopterus (Hartlaub, 1843) - Serranía del Perijá y Andes del norte de Venezuela (sur de Táchira), Colombia, Ecuador y Perú (en la pendiente occidental hasta Cajamarca, en la pendiente oriental hasta el norte de San Martín).
  - Pyrrhomyias cinnamomeus cinnamomeus (d’Orbigny & Lafresnaye, 1837) - Andes del este del Perú (hacia el sur desde el sur de San Martín), Bolivia y noroeste de Argentina (al sur hasta Tucumán).